# VH1 Storytellers (Billy Idol-album)
A VH1 Storytellers a brit rockénekes, Billy Idol fél-akusztikus koncertlemeze, amelyet az azonos nevet viselő sorozatban rögzített a VH1 amerikai zenecsatorna 2001. április 19-én, és 2002. február 26-án került piacra. A kiadvány a Sight & Sound sorozat részeként 2008-ban újra kiadásra került, amelynek melléklete volt a fellépésről készült koncert DVD is. Azon a változaton a dalok eltérő sorrendben szerepelnek, és helyet kapott köztük bónuszként az "Untouchables" is.

## Az album dalai
| 1.    | Cradle of Love      | 4:32 |
| 2.    | Don't Need A Gun    | 6:02 |
| 3.    | Flesh for Fantasy   | 6:50 |
| 4.    | White Wedding       | 3:47 |
| 5.    | Sweet Sixteen       | 5:00 |
| 6.    | To Be a Lover       | 3:58 |
| 7.    | Rebel Yell          | 5:11 |
| 8.    | Kiss Me Deadly      | 5:04 |
| 9.    | Eyes Without a Face | 5:31 |
| 10.   | Dancing with Myself | 4:58 |
| 11.   | Ready Steady Go     | 3:13 |
| 12.   | Blue Highway        | 5:42 |
| 13.   | Mony Mony           | 4:06 |
| 14.   | L.A Woman           | 5:53 |
| 69:47 |                     |      |

## Közreműködtek
- Billy Idol – ének, gitár
- Steve Stevens – gitár
- Steven McGrath – basszusgitár
- Mark Shulman – dobok
- Joseph Simon – billentyűs hangszerek
- Greg Ellis – ütőhangszerek
- Stella Soleil – vokál